# Herbert Thaler
Herbert Thaler (* 1940 in Imst) ist ein früherer österreichischer Rennrodler.
Herbert Thaler gehört zu einer österreichischen Rodelsportfamilie. Ende der 1950er und Anfang der 1960er Jahre war er sowohl im Einsitzer wie auch im Doppelsitzer erfolgreich. 1959 gewann er vor seinem Landsmann Josef Feistmantl und dem Italiener David Moroder in Villard-de-Lans den Titel bei den Rennrodel-Weltmeisterschaften im Einzel. Ein Jahr später gewann er in Garmisch-Partenkirchen mit Helmut Thaler hinter Reinhold Frosch und Ewald Walch die Silbermedaille.